# Villamayor de Gállego
Villamayor de Gállego é um município da Espanha na província de Saragoça, comunidade autónoma de Aragão. Tem 89,36 km² de área e em 2021 tinha 2 768 habitantes (densidade: 31 hab./km²).
Villamayor de Gállego independentizou-se de Zaragoza em 2006.